# Сельское поселение «Жимбиринское»
Се́льское поселе́ние «Жимбиринское» — муниципальное образование в Карымском районе Забайкальского края Российской Федерации.
Административный центр — село Жимбира.

## История
Статус и границы сельского поселения установлены Законом Читинской области от 19 мая 2004 года «Об установлении границ, наименований вновь образованных муниципальных образований и наделении их статусом сельского, городского поселения в Читинской области».

## Население
| 2010 | 2011 | 2012 | 2013 | 2014 | 2015 | 2016 |
| ---- | ---- | ---- | ---- | ---- | ---- | ---- |
| 577  | ↘575 | ↘560 | ↘553 | ↘544 | ↘542 | ↘539 |
| 2017 | 2018 | 2019 | 2020 | 2021 |      |      |
| →539 | →539 | ↘529 | ↘520 | ↘368 |      |      |

## Состав сельского поселения
| № | Населённый пункт | Тип населённого пункта       | Население |
| - | ---------------- | ---------------------------- | --------- |
| 1 | Жимбира          | село, административный центр | ↘396      |
| 2 | Солонцово        | село                         | ↘110      |

### Упразднённые населённые пункты
Васильевск — упразднённое в 2000 году село.